# 小佐野站
小佐野站（日语：／ Kosano eki */?）是位於岩手縣釜石市小佐野町，屬於東日本旅客鐵道（JR東日本）的釜石線車站。

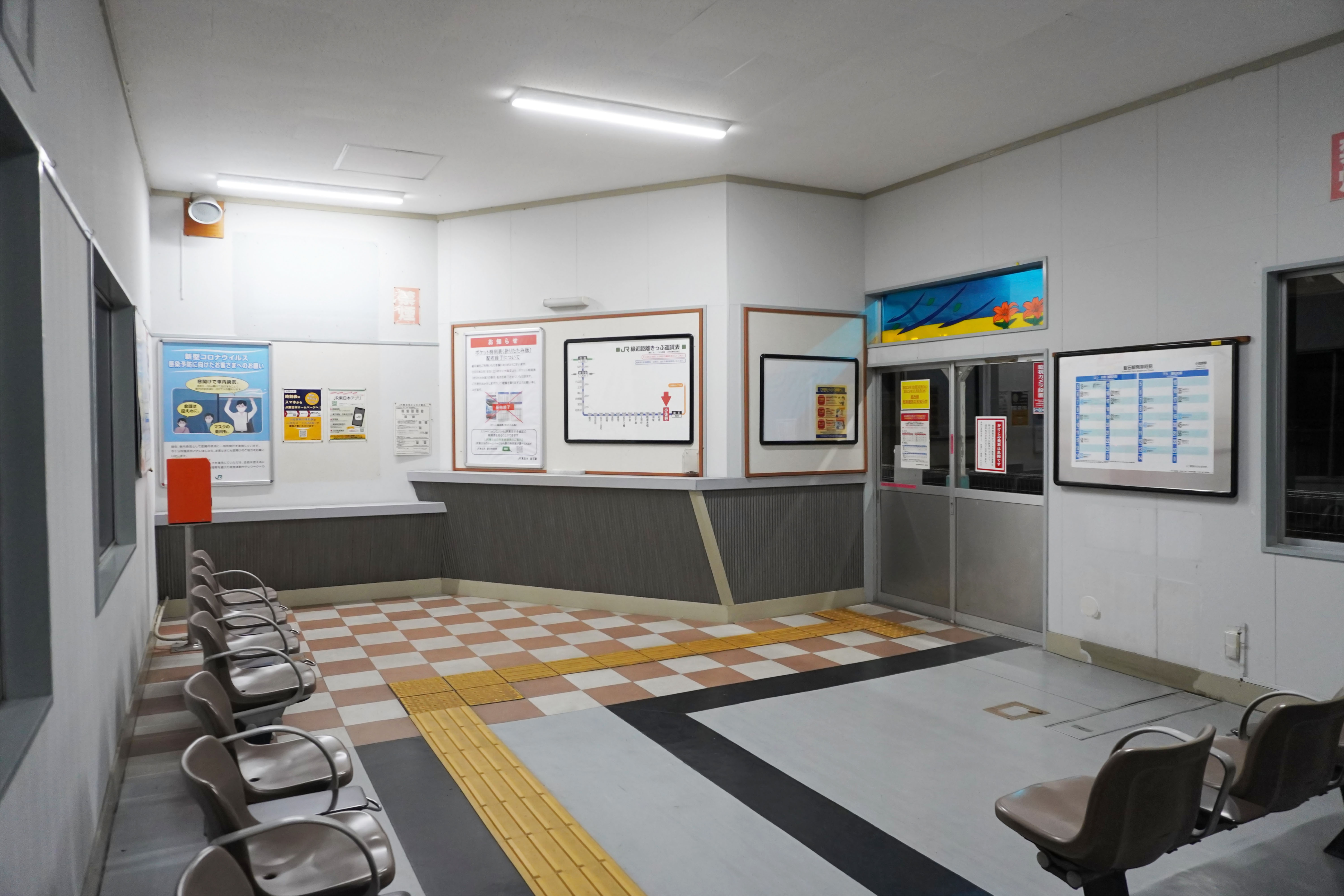
候車室內（2023年10月）

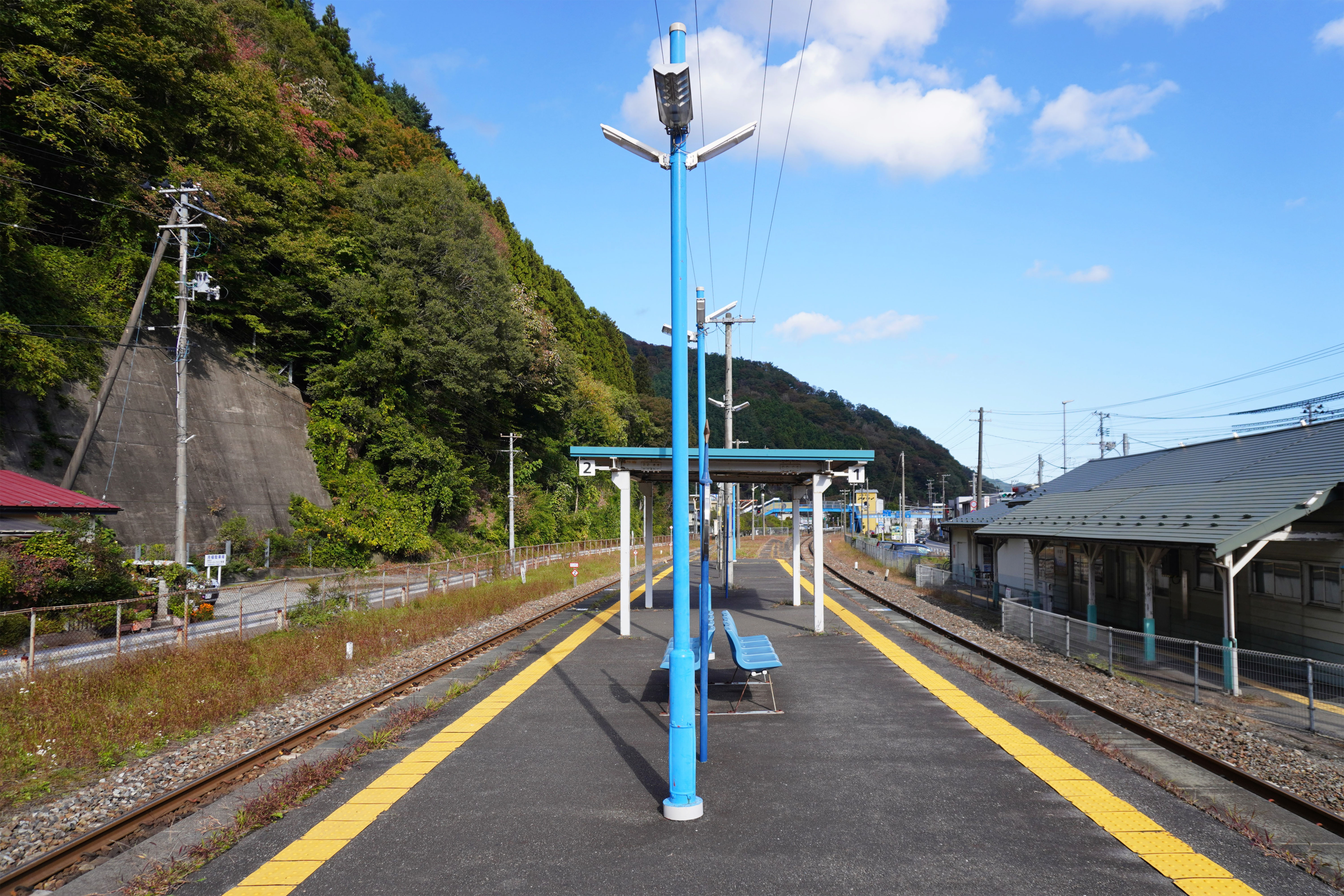
月台（2023年10月）

## 歷史
- 1945年（昭和20年）6月15日：車站啟用[1][2]。
- 1947年（昭和22年）7月1日：開設貨物起卸業務[3]。
- 1962年（昭和37年）4月1日：車站由釜石站管理。
- 1966年（昭和41年）
  - 2月10日：車站不再由釜石站管理。
  - 10月31日：結束貨物起卸業務。
- 1987年（昭和62年）4月1日：伴隨國鐵分割民營化，車站由東日本旅客鐵道（JR東日本）營運[1]。
- 2004年（平成16年）4月1日：成為業務委託車站。
- 2019年（令和元年）9月13日：簡易自動售票機不再運作。
- 2020年（令和2年）
  - 11月30日：當日起綠色窗口結業[4]。
  - 12月1日：當日整日成為無人車站。

## 車站構造

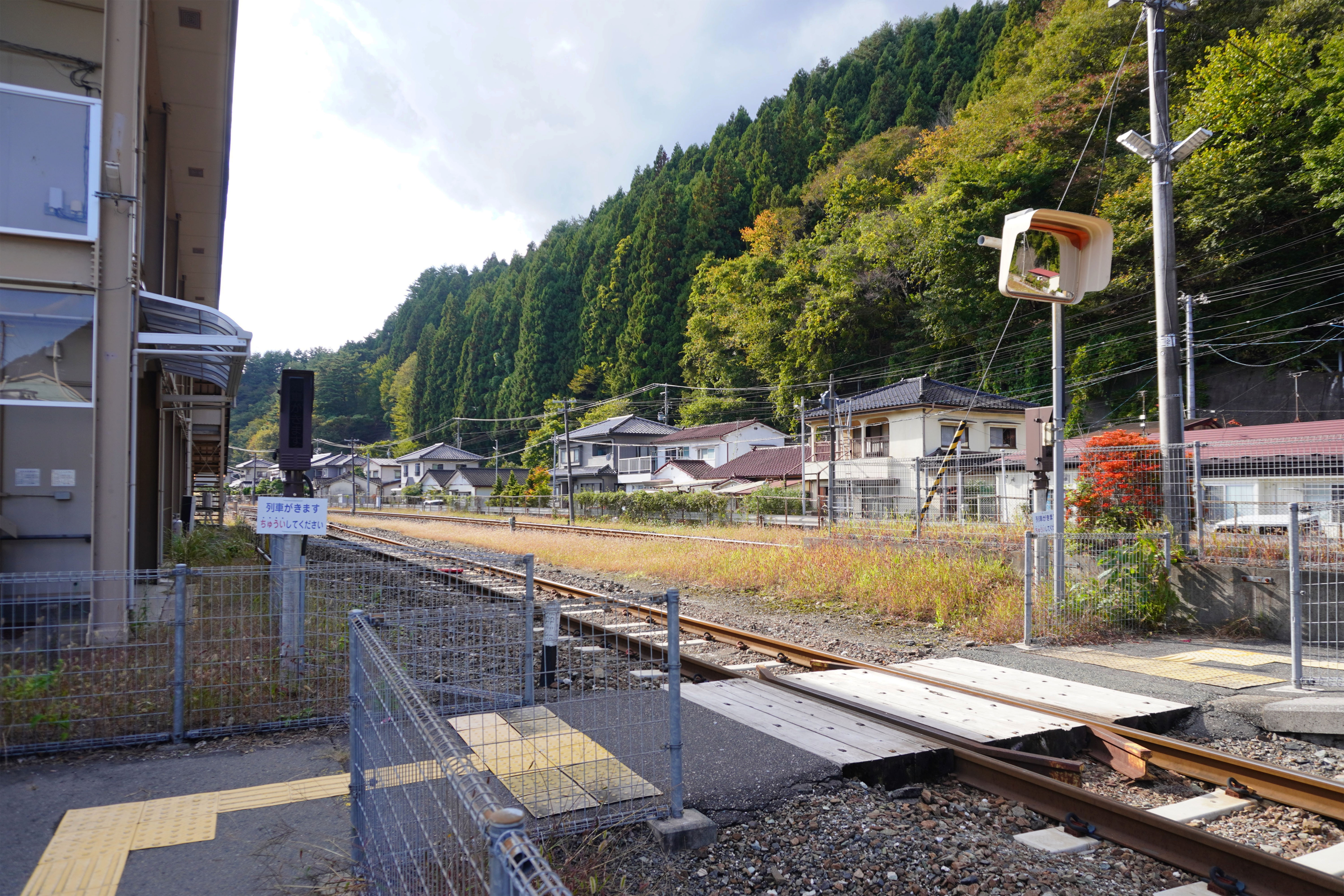
平交道（2023年10月）

本站是地面車站，設有1面2線的島式月台。此站是由釜石站管理的無人車站。

### 月台
| 月台 | 路線    | 上下行 | 方向           |
| ---- | ------- | ------ | -------------- |
| 1    | ■釜石線 | 上行   | 遠野、花卷方向 |
| 2    | ■釜石線 | 下行   | 釜石方向       |

參考資料

## 使用狀況
根據「JR東日本」資料，以下為2000年度（平成12年度）- 2019年度（令和元年度）的1日平均乘車人次列表。
| 乘車人次變化       | 乘車人次變化     | 乘車人次變化 |
| 年度               | 1日平均 乘車人次 | 參考資料     |
| ------------------ | ---------------- | ------------ |
| 2000年（平成12年） | 112              | [ 統計 1 ]   |
| 2001年（平成13年） | 115              | [ 統計 2 ]   |
| 2002年（平成14年） | 110              | [ 統計 3 ]   |
| 2003年（平成15年） | 98               | [ 統計 4 ]   |
| 2004年（平成16年） | 92               | [ 統計 5 ]   |
| 2005年（平成17年） | 91               | [ 統計 6 ]   |
| 2006年（平成18年） | 90               | [ 統計 7 ]   |
| 2007年（平成19年） | 77               | [ 統計 8 ]   |
| 2008年（平成20年） | 68               | [ 統計 9 ]   |
| 2009年（平成21年） | 57               | [ 統計 10 ]  |
| 2010年（平成22年） | 52               | [ 統計 11 ]  |
| 2011年（平成23年） | 59               | [ 統計 12 ]  |
| 2012年（平成24年） | 66               | [ 統計 13 ]  |
| 2013年（平成25年） | 64               | [ 統計 14 ]  |
| 2014年（平成26年） | 55               | [ 統計 15 ]  |
| 2015年（平成27年） | 48               | [ 統計 16 ]  |
| 2016年（平成28年） | 51               | [ 統計 17 ]  |
| 2017年（平成29年） | 50               | [ 統計 18 ]  |
| 2018年（平成30年） | 46               | [ 統計 19 ]  |
| 2019年（令和元年） | 39               | [ 統計 20 ]  |

## 車站周邊
- 釜石稅務署
- 釜石市政廳 小佐野地區生活應援中心
- 釜石市立圖書館
- 小佐野郵局
- 釜石市立小佐野小學
- 國道283號（日语：国道283号）
- 北日本銀行（日语：北日本銀行）小佐野分店
- 藥王堂（日语：薬王堂）釜石小佐野店
- Pachinko Quest小佐野
- 釜石製鐡所山神社（日语：釜石製鐡所山神社）
- 岩手縣交通（日语：岩手県交通）「小佐野站前」巴士站
  - 高速巴士仙台 - 釜石線（日语：仙台 - 釜石線）

## 其他
此站的愛稱為「Verda Vento（世界語）」，意思為綠之風。

## 相鄰車站
東日本旅客鐵道（JR東日本）
■釜石線
□快速「濱百合」、■普通
松倉－小佐野－釜石

## 注腳

### 統計資料
1. ↑  . 東日本旅客鉄道.   [2018-03-09]. （原始内容存档于2018-02-13） （日语）.
2. ↑  . 東日本旅客鉄道.   [2018-03-09]. （原始内容存档于2019-04-02） （日语）.
3. ↑  . 東日本旅客鉄道.   [2018-03-09]. （原始内容存档于2019-04-02） （日语）.
4. ↑  . 東日本旅客鉄道.   [2018-03-09]. （原始内容存档于2019-04-02） （日语）.
5. ↑  . 東日本旅客鉄道.   [2018-03-09]. （原始内容存档于2019-04-02） （日语）.
6. ↑  . 東日本旅客鉄道.   [2018-03-09]. （原始内容存档于2017-08-08） （日语）.
7. ↑  . 東日本旅客鉄道.   [2018-03-09]. （原始内容存档于2019-03-27） （日语）.
8. ↑  . 東日本旅客鉄道.   [2018-03-09]. （原始内容存档于2017-08-08） （日语）.
9. ↑  . 東日本旅客鉄道.   [2018-03-09]. （原始内容存档于2019-04-02） （日语）.
10. ↑  . 東日本旅客鉄道.   [2018-03-09]. （原始内容存档于2019-04-02） （日语）.
11. ↑  . 東日本旅客鉄道.   [2018-03-09]. （原始内容存档于2016-03-27） （日语）.
12. ↑  . 東日本旅客鉄道.   [2018-03-09]. （原始内容存档于2019-03-26） （日语）.
13. ↑  . 東日本旅客鉄道.   [2018-03-09]. （原始内容存档于2019-04-02） （日语）.
14. ↑  . 東日本旅客鉄道.   [2018-03-09]. （原始内容存档于2016-03-04） （日语）.
15. ↑  . 東日本旅客鉄道.   [2018-03-09]. （原始内容存档于2019-03-26） （日语）.
16. ↑  . 東日本旅客鉄道.   [2018-03-09]. （原始内容存档于2017-08-12） （日语）.
17. ↑  . 東日本旅客鉄道.   [2018-07-07]. （原始内容存档于2017-10-01） （日语）.
18. ↑  . 東日本旅客鉄道.   [2018-07-07]. （原始内容存档于2019-03-25） （日语）.
19. ↑  . 東日本旅客鉄道.   [2019-07-07]. （原始内容存档于2020-05-14） （日语）.
20. ↑  . 東日本旅客鉄道.   [2020-07-18]. （原始内容存档于2020-07-10） （日语）.

## 外部連結
- 車站資訊（小佐野）：東日本旅客鐵道（日語）